# 5888 Ruders
5888 Ruders è un asteroide della fascia principale. Scoperto nel 1978, presenta un'orbita caratterizzata da un semiasse maggiore pari a 2,8388667 au e da un'eccentricità di 0,0933184, inclinata di 1,25160° rispetto all'eclittica.
L'asteroide è dedicato al compositore danese Poul Ruders.